# Gherardo Silvani

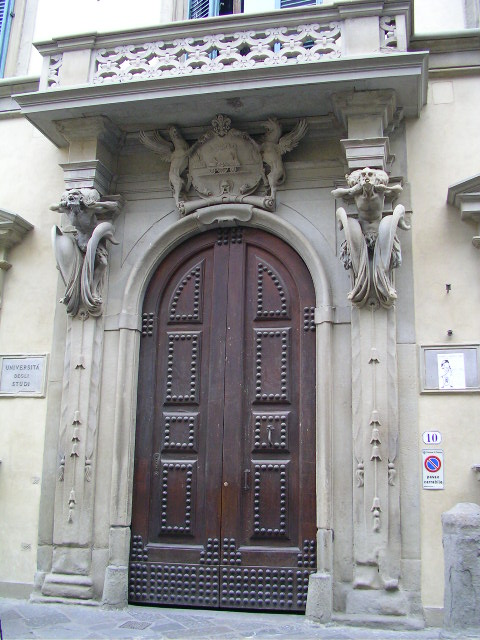
El fantasiós portal del Palau Fenzi, Florència

Gherardo Silvani (1579 - 1675) va ser un arquitecte i escultor italià, actiu principalment a Florència i a altres indrets de Toscana durant el període barroc. El seu fill Pierfrancesco també fou arquitecte.
Entre les obres en què va treballar cal destacar el Palau Corsini al Prato, el Palau Capponi-Covoni (1623), el Palau Fenzi (1634), el Palau Pallavicini i el Palau de Sant Climent. També va ajudar en el disseny de l'altar de la Basílica de Sant Esperit. Col·laborà en la reconstrucció de les esglésies de San Frediano, Sants Simó i Judes, Sant Agustí i Santa Maria Major, entre d'altres. Va col·laborar en el disseny de la façana de la Basílica de Santa Maria, a Impruneta. El seu projecte de façana per a la catedral de Florència no va ser adoptat.
Es considera que la seua obra mestra és l'església de Sant Gaietà (1604-1648) front a la plaça Antinori, a Florència. L'obra va ser un encàrrec del cardenal Carlo de Mèdici, i va ser dedicada al fundador dels teatins. Va fer-la en col·laboració amb Matteo Nigetti. Aquesta església també és coneguda com a Sant Miquel i sant Gaietà, perquè va ser edificada al lloc on es trobava l'antiga església romànica de Sant Miquel Bertelde. La segona capella a l'esquerra conté un Martiri de sant Llorenç de Pietro da Cortona. Al transsepte dret s'hi troba la Capella de la Nativitat deguda a Matteo Rosselli, amb un crucifix de bronze de Giovanni Francesco Susini. Les decoracions escultòriques de la façana són atípiques per a una església florentina, que sempre mostraren una predilecció per les iconoclastes decoracions geomètriques.